# Standard (Ludwigsburg)
Standard is een historisch merk van auto's en motorfietsen.
Standard Fahrzeugfabrik GmbH, Ludwigsburg (Baden-Württemberg), later Stuttgart-Feuerbach, Plochingen/Neckar en Gränichen (Schweiz). Nog later AG für Motorfahrzeuge, Schleitheim-Oberwiesen, Schaffhausen (Schweiz). 

Duits motormerk, opgericht in 1925 door Wilhelm Gutbrod. Hij maakte zelf frames en bouwde daar een JAP-300 cc blok in. Ook andere onderdelen kwamen van toeleveranciers: Burman-versnellingsbak, Pränafa-naven en Tiger-voorvork. Na financiële steun van Bosch, Hurth (versnellingsbakken) en Kronprinz (velgen) steeg de omzet snel en konden MAG-motoren worden ingebouwd. De Tiger-voorvork werd door een Castle vervangen en de kwaliteit van de motoren steeg, en daarmee ook de verkopen. In de jaren 30 introduceerde het een dwergauto met motor achterin, de Standard Superior die als deutschen Volkswagen werd voorgesteld.
Kort na de Tweede Wereldoorlog overleed Wilhelm Gutbrod en zijn zoons zagen meer in de productie van kleine auto’s, waardoor de Standard als motormerk verdween. Door overname van het Zwitserse Zehnder motorradwerk ontstond de Zwitserse vestiging, die nog tot ca. 1950 produceerde. 
- Andere merken met de naam Standard zie: Standard (Hagen) en Standard (Zweden).

## Afbeeldingen

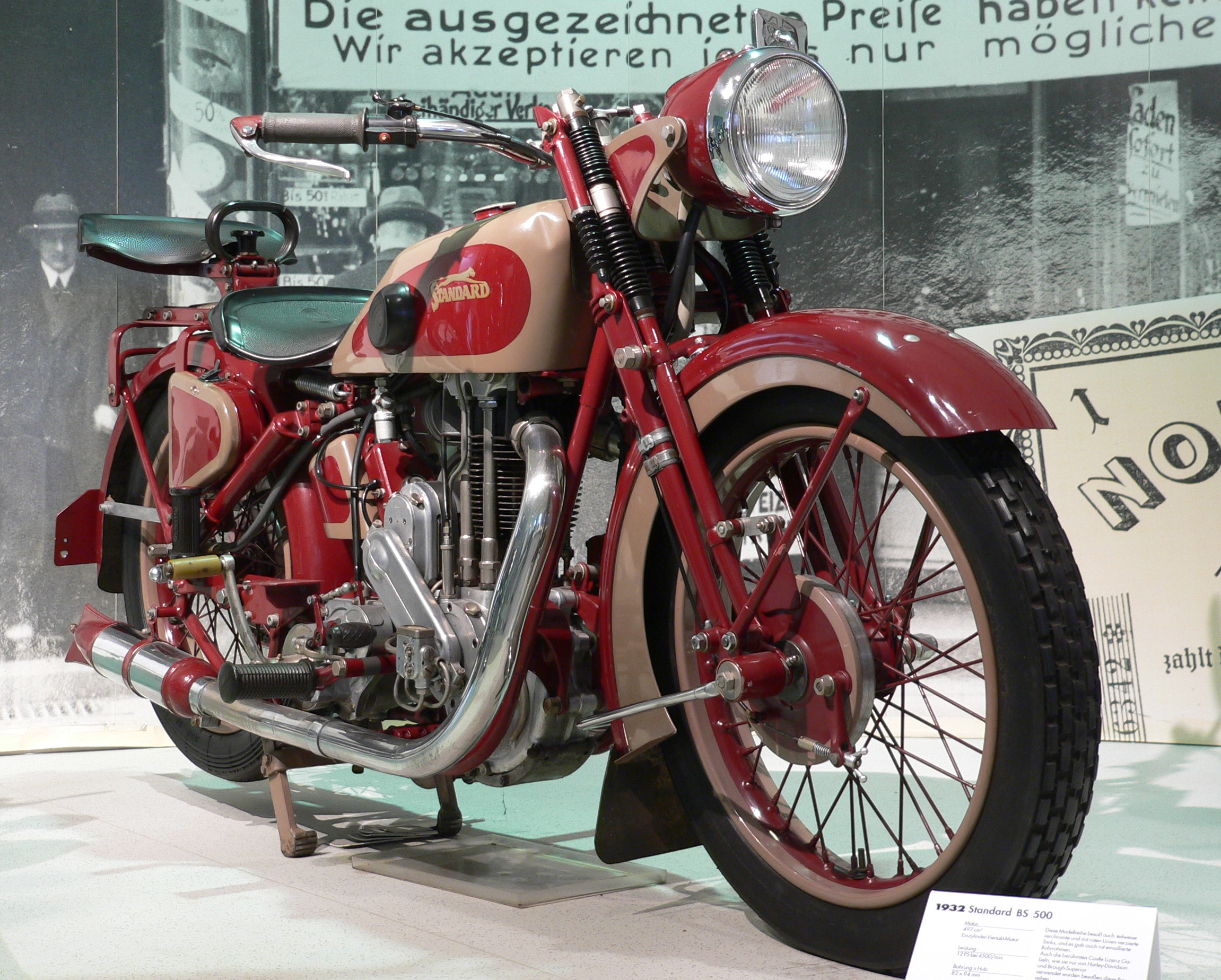
Standard BS500 uit 1932
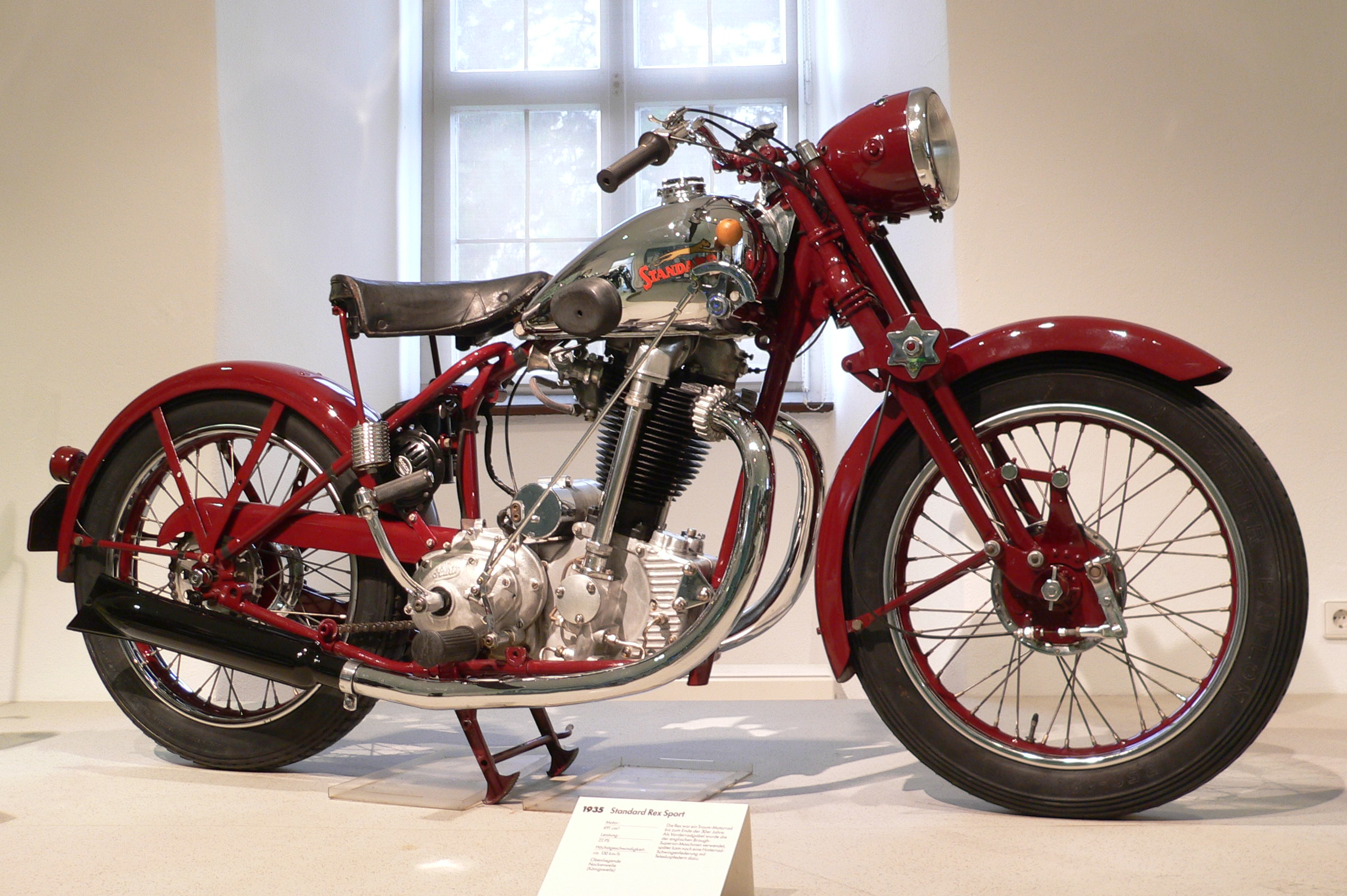
Standard Rex Sport uit 1935